# قضية أصغر ليجاري ضد حكومة باكستان

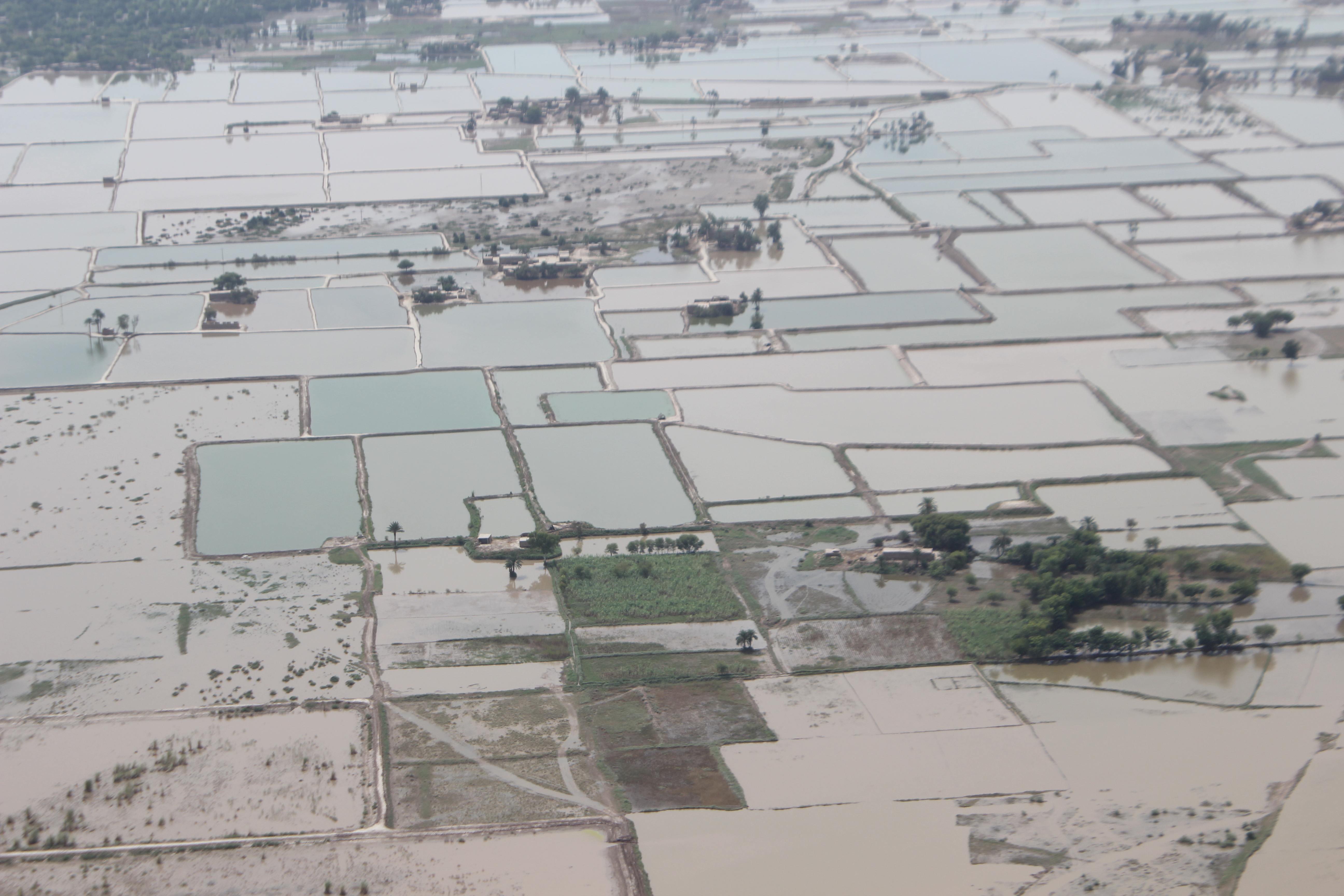
صورة فضائية للفيضانات في باكستان

قضية أصغر ليجاري ضد حكومة باكستان هي قضية نُظرت أمام المحكمة العليا في لاهور عام 2015 والتي قضت بأن الحكومة كانت تنتهك السياسة الوطنية لتغير المناخ لعام 2012، وكذلك إطار تنفيذ سياسة تغير المناخ (2014-2030) وذلك لإخفاق الحكومة في تحقيق الأهداف التي حددتها السياسات. واستجابة لذلك، كان من الضروري تشكيل لجنة لتغير المناخ لمساعدة باكستان على تحقيق أهدافها المناخية.

## الخلفية
تعرض «أصغر ليجاري»، وهو طالب حقوق في منطقة البنجاب في باكستان، لمخاطر أثرت على محاصيله ومحاصيل جيرانه بسبب ندرة المياه والعواصف التي تفاقمت بسبب تغير المناخ. قدَّم ليجاري التماسًا قال فيه إن حقوقه الأساسية قد انتُهكت من خلال إهمال الحكومة لتطبيق سياسة تغير المناخ. 
وكتب أن الحكومة أظهرت «تقاعسًا وتأخيرًا وانعدام الجدية» في مواجهة التحديات التي يفرضها تغير المناخ. وذكر ليجاري أن هذا التقاعس يهدد أمن الغذاء والماء والطاقة للأمة.
في السابق كانت سياسة تغير المناخ متروكة للمقاطعات وليس للحكومة المركزية. ومع ذلك، وجدت دراسة أجرتها جامعة لاهور للعلوم الإدارية والصندوق العالمي للطبيعة أنه لا توجد مقاطعة لديها سياسة معمول بها في هذا المجال.

## القرار
صدر الحكم بأن الحكومة بحاجة إلى تطبيق سياسة المناخ لعام 2012. وقال القاضي سيد منصور علي شاه من المحكمة العليا إن تغير المناخ «يبدو أنه أخطر تهديد تواجهه باكستان»، وطالب القاضي كل دائرة بترشيح شخص لضمان تنفيذ السياسات وإنشاء قائمة بـ «نقاط العمل» بحلول 31 ديسمبر 2015. 
ووفقا لهذا القرار فقد أُنشأت «لجنة تغير المناخ»، المكونة من منظمات غير حكومية وخبراء فنيين وممثلين عن الوزارات من أجل متابعة تقدم الإجراءات الحكومية في هذا الصدد.  
كانت هذه القضية جديدة من نوعها، فهي المرة الأولى التي يُقاضي أحدهم الحكومة بسبب تقاعسها في تنفيذ إجراءات للحد من آثار «التغيرات المناخية» على البيئة.